# 卡迪泰洛王宫

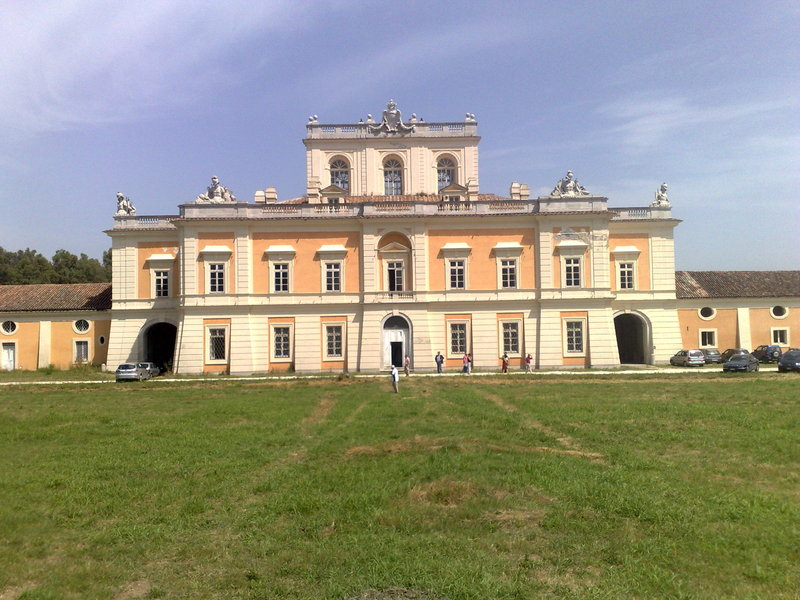

卡迪泰洛王宫（意大利语：Reggia di Carditello）是意大利的一座18世纪小型狩猎宫殿，原本属于两西西里王国波旁王朝，位于坎帕尼亚大区卡塞塔省的村庄圣塔姆马罗（San Tammaro）。这座宫殿由路易吉·万维泰利的学生弗朗切斯科·科莱奇尼（1723-1804 年）设计，为巴洛克和新古典主义风格。前方有一条大赛马道。多年的废弃和上次世界大战导致了严重退化，特别是内部的湿壁画。2014年1月，宫殿由意大利文化遗产部收购
这座宫殿由卡洛七世和费迪南多一世建于18世纪下半叶。建筑群长300米，分为3个部分。有3座建筑与它们相连，因为王室想表明，人民和王室之间没有障碍。